# La Gloria, Veracruz
La Gloria là một thị trấn ở đô thị Perote của bang thuộc México Veracruz. Theo cuộc điều tra dân số năm 2005, nó có dân số 2.243 (1092 nam giới và phụ nữ 1151) .
Thị xã nằm ở thung lũng Perote và được bao quanh bởi dãy núi. Độ cao của nó của 2.460 mét (8.100 ft)  khiến đây là một trong những khu vực cao nhất của bang Veracruz. Thị trấn nằm về phía tây nam của Cofre de Perote, khoảng 40 km (25 dặm) từ thành phố Perote. Thị trấn được kết nối với Perote bởi một đường cao tốc nhỏ; ở đó, các xa lộ liên bang nhỏ cắt Quốc lộ 140, đi vào Xalapa .
Một nửa dân số sống của thị xã trong tuần sinh sống và làm việc ở Mexico City, nằm cách 200 km (120 dặm) về phía tây  Thị trấn có vị trí 8,5 km (5,3 dặm) so với các nông trang Granjas Carroll de Mexico, nuôi gần 1.000.000 con lợn trong năm 2008. Rất nhiều cư dân đã phản đối các hoạt động nuôi lợn .
Nhiều người ban đầu từ thị trấn đã di cư vào Hoa Kỳ .
La Gloria là nghi là nơi người ta nghi ngờ là xuất phát điểm của dịch cúm lợn năm 2009 